# Iacopo Barsotti
Iacopo Barsotti (Torino, 28 aprile 1921 – Padova, 27 ottobre 1987) è stato un matematico italiano.

## Biografia
Laureatosi nel 1942 presso la Scuola Normale Superiore di Pisa, divenne nel 1946 assistente del professor Francesco Severi presso l'Università di Roma.
Nel 1948 emigrò negli Stati Uniti d'America, dapprima come professore ospite a Princeton, quindi come professore ordinario all'Università di Pittsburgh e alla Brown University.
Nel 1961 fu richiamato a Pisa come docente dapprima di Geometria, quindi di Algebra. Dal 1968 alla morte insegnò Geometria presso l'Università di Padova.
Il suo lavoro di ricerca riguardò soprattutto l'algebra e la geometria algebrica. In particolare, nell'ambito della teoria dei gruppi, si occupò delle varietà abeliane, teorizzando quelli che ora sono chiamati Gruppi di Barsotti-Tate e che sono alla base della coomologia cristallina. Si occupò anche delle funzioni theta, generalizzandole con l'introduzione della "classe di funzioni tipo-theta".
I contatti avuti da Barsotti con le scuole matematiche straniere gli permisero di sviluppare delle metodologie originali, in grado di superare il parziale isolamento della scuola italiana di allora.